# Přísloví

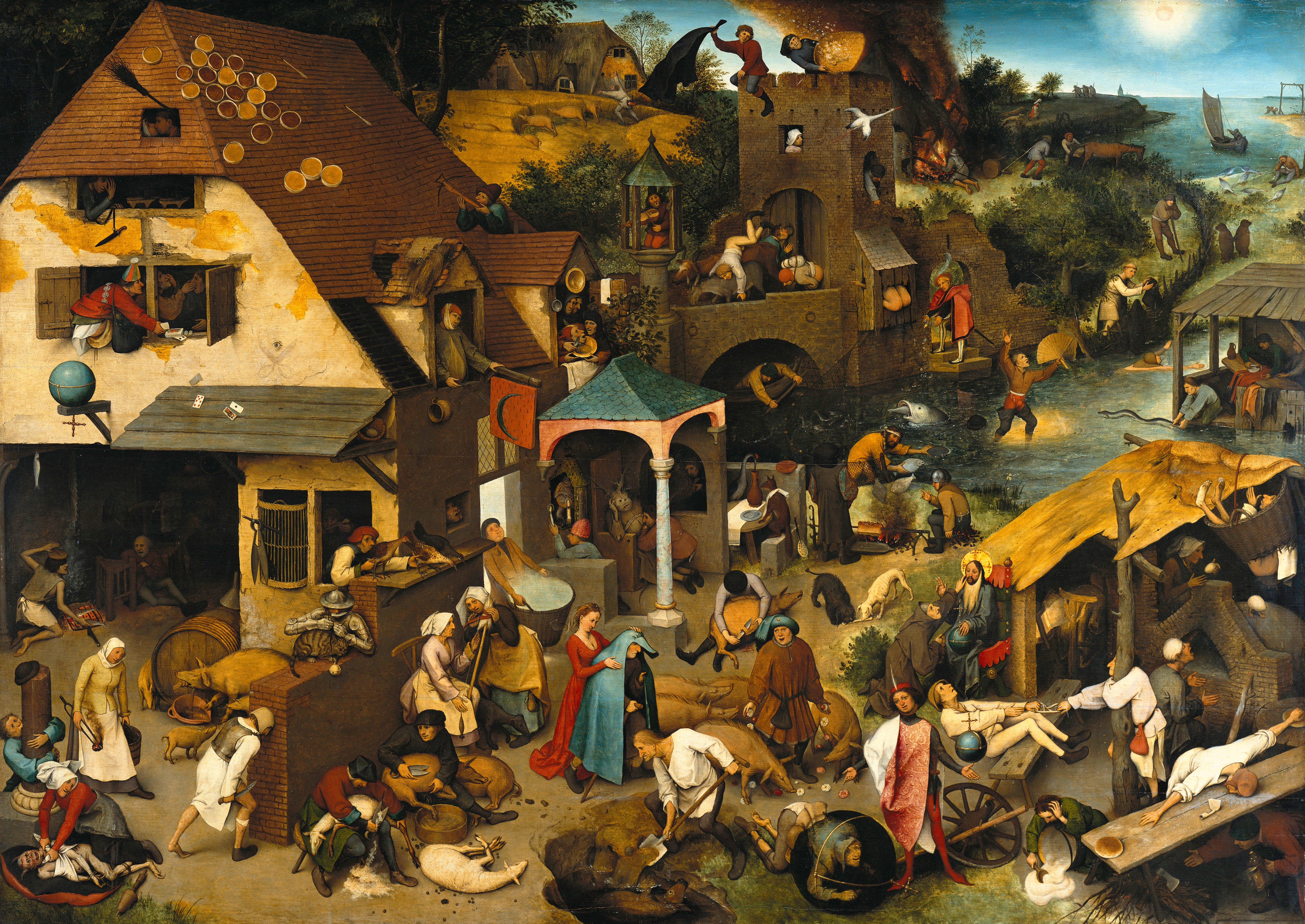
Obraz „Nizozemská přísloví“ Pietera Bruegela staršího. Jejich hromadné zobrazení zde není samoúčelné, je vyjádřením rozmanitosti světa a života.

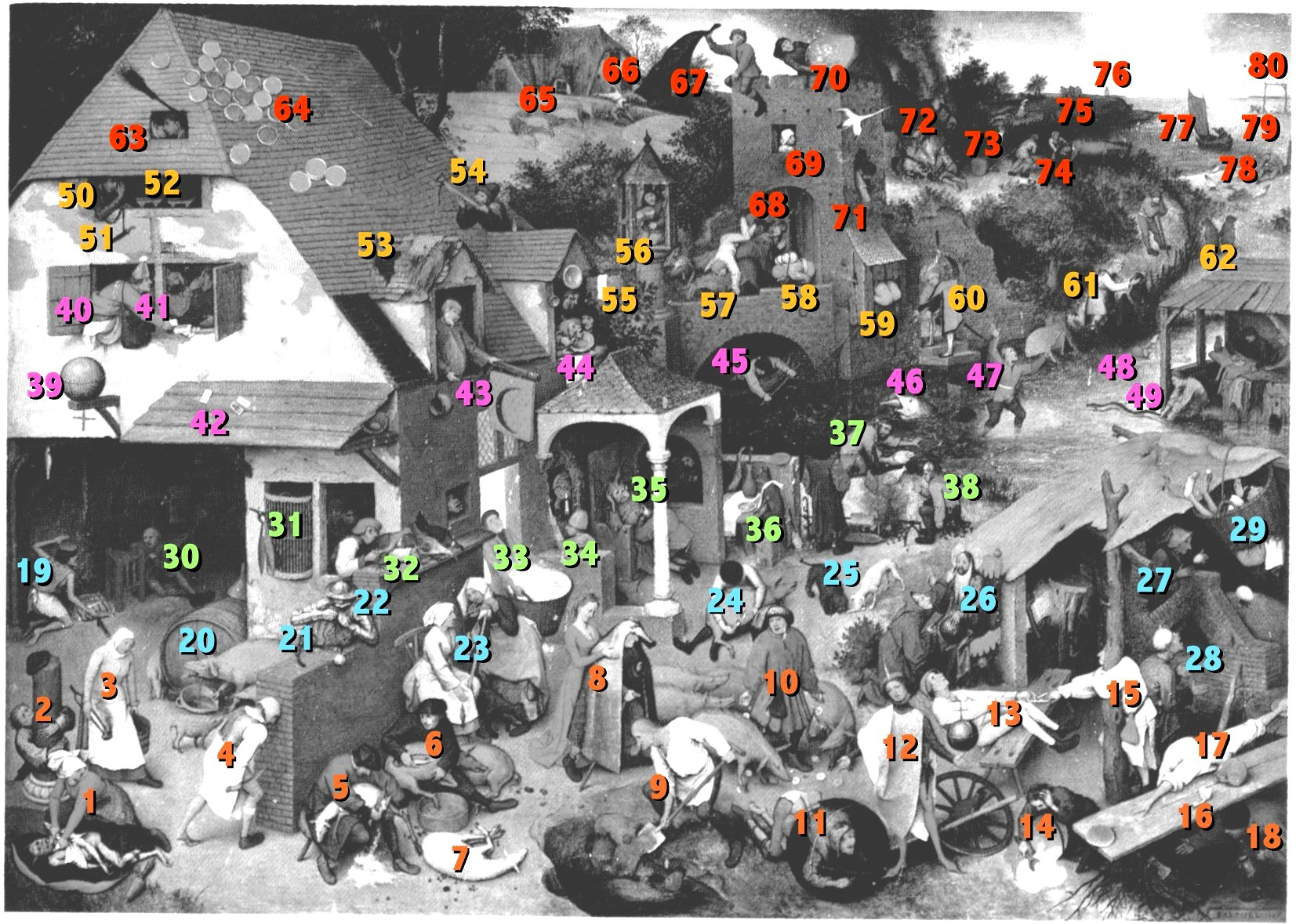
Vysvětlivky některých přísloví na obraze v němčině (kliknout na obrázek)

Přísloví je žánr lidové slovesnosti v podobě krátkého mravního naučení vyjádřeného přirovnáním či metaforou. Tato naučení představují zobecnění zkušeností mnoha generací a vyjadřují různá hodnocení, normy jednání a z nich vyplývající závěry, působící jako mravní imperativ.
Obsahují obecně platné zásady nebo zkušenosti kolektivu a jejich nadosobní a zobecňující obsah působí jako mravní imperativ. Tím se přísloví odlišuje od pořekadla, rčení nebo úsloví.

## Charakteristika a dělení
Přísloví lze charakterizovat dvěma základními rysy: formálně je to výstižnost a stručnost a z hlediska obsahu nárok na obecnou platnost. Někteří badatelé považují za další nutné podmínky ustálenou formu, jeho obecnou akceptaci či alespoň známost a užití stylizovaného jazyka. Jiní badatelé zmiňují tradičnost a aktuálnost jako další definiční znaky přísloví. Etnograficko-lingvistická věda zkoumající přísloví, ale také rčení a pořekadla, se nazývá paremiologie.
Přísloví lze dělit na gnómická a metaforická. Gnómická mají povahu rozkazu či výstrahy (Ve štěstí nedoufej, v neštěstí nezoufej), zatímco metaforická skrývají svůj obsah za obrazným vyjádřením (Kdo chce psa bít, hůl si vždycky najde). Lze je také dělit podle jejich tematického zaměření, například na přísloví o psychických vlastnostech člověka, rodinných vztazích či o vztahu člověka a společnosti.

## Užití přísloví
Užívání přísloví není vázáno na určité situace, ale objevuje se v běžné řeči jako vyjádření postojů dané společnosti. Přísloví je užíváno také k obraznému obohacení řeči, v bajkách a anekdotických příbězích či pro zábavu. Nadměrné užívání může vést k jejich karikování. Obvykle nemají jednu formu, ale objevují v různých variantách, a zároveň nefungují izolovaně, ale v širším kontextu dané kultury. Přísloví se typicky skládají ze dvou členů (Jaký pán – taký krám) a často užívají rýmu, asonance či rytmu.
Pro stejnou situaci je někdy možné najít přísloví opačných významů (např. Líná huba holé neštěstí a Mluviti stříbro, mlčeti zlato).

## Historie
Nejstarší dochované sbírky přísloví se nachází na sumerských tabulkách z 3. tisíciletí př. n. l. a k největším sbírkám patří Deutsches Sprichwörter-Lexikon Karla Friedricha Wilhelma Wandera s dvě stě padesáti tisíci položkami. Smysl přísloví však nemůže být chápán mimo jejich kontext a uvedená v různých sbírkách bez něj a bez nutných poznámek se dají považovat za „mrtvá“, protože takto nejsou zaštiťována autoritou tradiční moudrosti.
Přísloví jsou doložena už ve starověkých literárních památkách (asyrských, staroindických atd.) Mnohá z nich přecházela od národa k národu, mnoho jich je u všech národů křesťanských původu biblického. Přestože jsou mnohá přísloví v různých jazycích formálně a svým lexikálním složením často úplně odlišná, v rámci různých kultur a jejich sociálního a historického kontextu vystihují tentýž význam. Obecně platí, že příslovné motivy přecházely od národa k národu, absorbovaly rozmanité duchovní podněty a v různých variantách zdomácňovaly. Představují tak hodnotící hledisko skryté za symbolickou formu, která se přenáší z generace na generaci v podstatě se stejným obsahem. Nemívají známého autora a tvoří tak součást národní jazykové tradice.

## Obdobná přísloví v různých jazycích
V různých jazycích lze nalézt shodná nebo podobná přísloví. Lze je rozdělit na:
- Úplné ekvivalenty, např.:
  - česky Pes, který štěká, nekouše, rusky Собака, которая лает, не укусит
  - česky Kdo seje vítr, sklízí bouři, francouzsky Qui sème le vent, récolte la tempête
- Částečné ekvivalenty, např.:
  - česky Nehřej hada za ňadry, rusky Не грей змею на своей груди, tj. Nehřej hada na svých prsou
  - česky Když kocour není doma, myši mají pré, francouzsky Quand le chat n'est pas là, les souris dancent, tj. Když tu kocour není, myši tancují
  - česky Darovanému koni na zuby nehleď, italsky A caval donato non si guarda in bocca, tj. Darovanému koni nehleď do huby (obdobně v mnoha dalších jazycích)
- Relativní ekvivalenty, např.
  - česky Bez práce nejsou koláče, rusky Без труда не вытащишь и рыбку из пруда, tj. Bez práce nevytáhneš ani rybu z rybníka
  - česky Lepší vrabec v hrsti než holub na střeše, francouzsky Mieux vaut promptement un œuf que demain un bœuf, tj. Lepší je mít rychle vejce než zítra býka
- Analogické frazémy, např.:
  - česky Když ptáčka lapají, pěkně mu zpívají, rusky Обещаниям не верь, tj. Slibům nevěř
  - česky Kam vítr, tam plášť, francouzsky Le vent de prospérité change bien souvent de côté, tj. Vítr prosperity často mění směr

## Příbuzné žánry
- Pořekadla, rčení, přirovnání nebo úsloví se od přísloví liší tím že odráží spíše fantasii a jazykovou hravost než zobecněné rozumové a mravní zkušenosti. Přísloví vždy také tvoří celou větu a užívá se v ustálené podobě. Hranice mezi příslovími, rčeními a pořekadly je však často nejasná.[2][13]

- Příslovím se také podobají gnómy (stručná průpovídka většinou mravoučného zaměření[14]) a oba žánry lze od sebe těžko rozlišit. Někdy bývá gnómům vágně přisuzován „vyšší charakter“, zatímco příslovím „nižší“, nebo se o gnómech mluví v souvislosti s formou, zatímco o příslovích v souvislosti s obsahem.[6]

- Anekdotický výrok se od přísloví formálně liší tím že je mu přisuzován konkrétní autor, ať už historický či fiktivní (v takovém případě mluvíme o aforismu), nebo autor abstraktní, jako „muž“, „stařena“ nebo „král“ (v takovém případě mluvíme o wellerismu).[6]

## Příklady českých přísloví
- Kam nechodí slunce, tam chodí lékař.
- Můj dům, můj hrad.
- Jablko nepadá daleko od stromu.
- Komu není shůry dáno, v apatyce nekoupí.
- Na hrubý pytel hrubá záplata.
- Žádný učený z nebe nespadl.
- Co jsi z úst vypustil, to ani párem koní nedostaneš zpět.
- Malá ryba, taky ryba.
- Ryba smrdí od hlavy.
- Nemusí pršet, stačí když kape.
- Mráz kopřivu nespálí.
- Chytrému napověz, hloupého trkni.
- Chytrost nejsou žádné čáry.
- Neházej flintu do žita.
- Dvakrát měř, jednou řež.
- Bez peněz do hospody nelez.
- Kolik jazyků znáš, tolikrát jsi člověkem.
- Kam čert nemůže, nastrčí ženskou.
- Není růže bez trní.
- Když se dva perou, třetí se směje.
- Darovanému koni na zuby nehleď.
- Mezi slepými jednooký králem.
- Co oči nevidí, srdce nebolí.
- Koho chleba jíš, toho píseň zpívej.
- Mluviti stříbro, mlčeti zlato.
- Ranní ptáče dál doskáče.
- Lež má krátké nohy.
- Láska hory přenáší.
- Bez práce nejsou koláče.
- Kdo jinému jámu kopá, sám do ní padá.
- Lepší vrabec v hrsti nežli holub na střeše.
- Komu se nelení, tomu se zelení.
- Jak se do lesa volá, tak se z lesa ozývá.
- Tichá voda břehy mele.
- Kdo chce psa bít, hůl si vždy najde.
- Tak dlouho se chodí se džbánem pro vodu, až se ucho utrhne.
- Co se v mládí naučíš, v stáří jako když najdeš.
- Co je šeptem, to je s čertem.
- Kdo lže, ten krade.
- Špinavé prádlo se nevynáší z domu.
- Rychlé nohy, krátký rozum.
- Komu není rady, tomu není pomoci.
- Kdo uteče, vyhraje.
- Moudřejší ustoupí.
- Boží mlýny melou pomalu, ale jistě.
- Práce kvapná, málo platná.
- Bližší košile nežli kabát.
- Zvyk je železná košile.
- Poznáš pehmiše v slaměném kolbuce. (ve smyslu Poznáš našince (Čecha) mezi jinými)[15]
- Po bitvě je každý generálem.
- Peníze dělají peníze.
- Díra nedíra, furt se natírá.
- Kdo chce s vlky žíti, musí s nimi výti.
- Kovářova kobyla chodí bosa.